# Lancio pazzo
Nel baseball il lancio pazzo (in inglese wild pitch, abbreviato in "WP") è un lancio talmente alto o basso, o a lato di casa base, da non poter essere controllato dal ricevitore con uno sforzo ordinario.
Il regolamento ufficiale del baseball riporta quando il classificatore ufficiale deve addebitare un WP al lanciatore e cioè: "quando un rilascio legale della palla è così alto, o così a lato, o così lento che il ricevitore non può fermare e controllare la palla con sforzo ordinario, permettendo quindi ad un corridore o corridori di avanzare. Il classificatore ufficiale addebiterà al lanciatore un lancio pazzo quando un rilascio legale della palla tocca il terreno o il piatto di casa prima di raggiungere il ricevitore e non è da lui trattenuta, permettendo quindi al corridore o ai corridori di avanzare. Quando il terzo strike è un lancio pazzo, che permette al battitore di raggiungere la prima base, il classificatore ufficiale segnerà uno strike out ed un lancio pazzo.".
Il WP deve essere registrato dal classificatore ufficiale solamente se almeno un corridore avanza sulle basi. Se le basi sono vuote, o se il ricevitore riesce a recuperare la palla impedendo ai corridori di avanzare, il WP non dovrà essere registrato. Nel caso in cui per effetto di un lancio pazzo un corridore tenti di avanzare di una base ed il ricevitore riesca a recuperare la palla ed a eliminare il corridore, nessun WP dovrà essere registrato dal classificatore ufficiale. Al corridore che avanza per un lancio pazzo, non può essere accreditata una base rubata (stolen base), a meno che il corridore non sia partito prima che avvenga il lancio pazzo.
Il lancio pazzo non è registrato come errore ed è conteggiato al lanciatore per quanto riguarda la determinazione dei suoi "punti guadagnati".
Compito del classificatore ufficiale è quello di giudicare se una palla lanciata legalmente e non trattenuta dal ricevitore, debba essere registrata come lancio pazzo o come palla mancata (passed ball).